# Byggföretagen

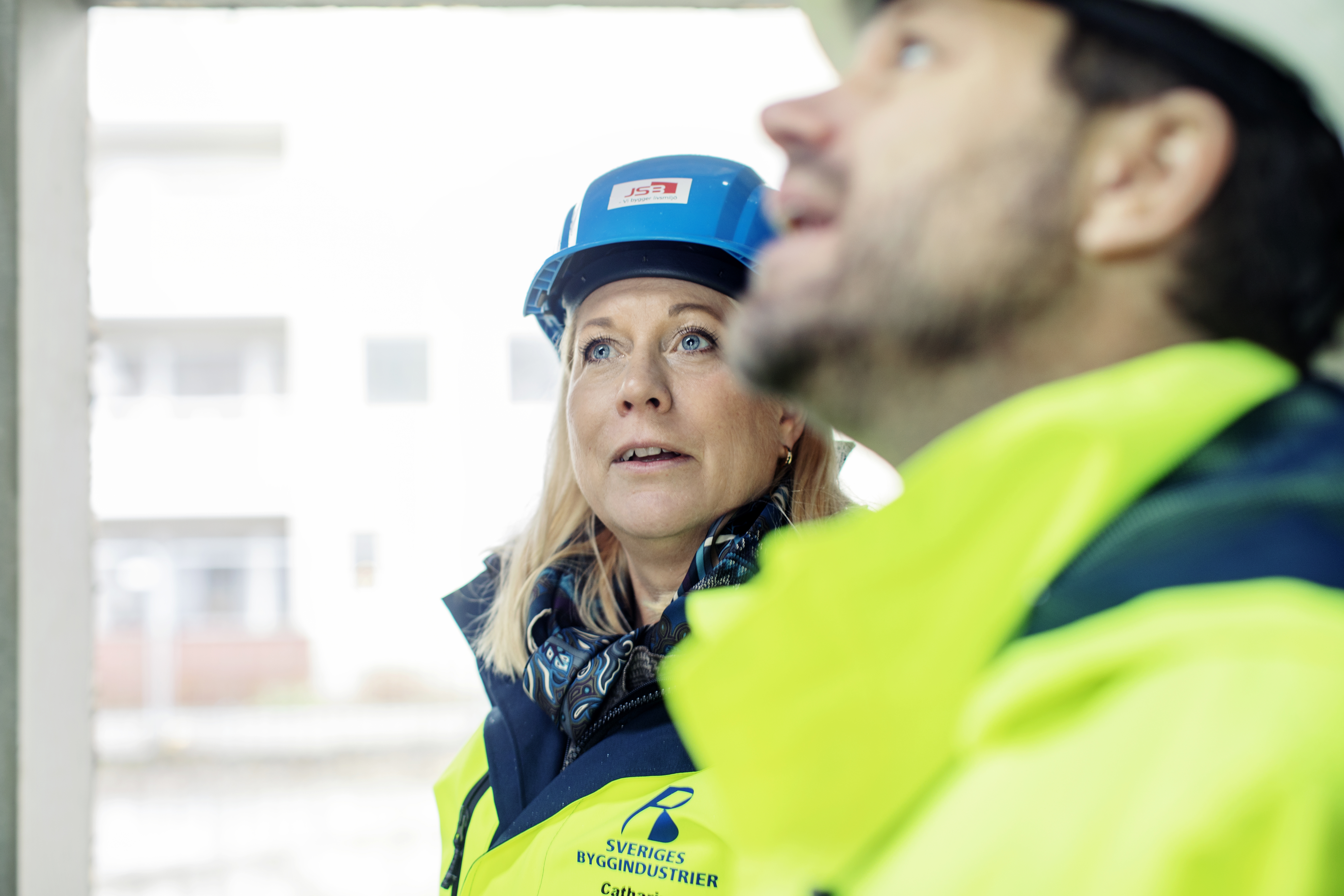
Catharina Elmsäter-Svärd, vd Byggföretagen.

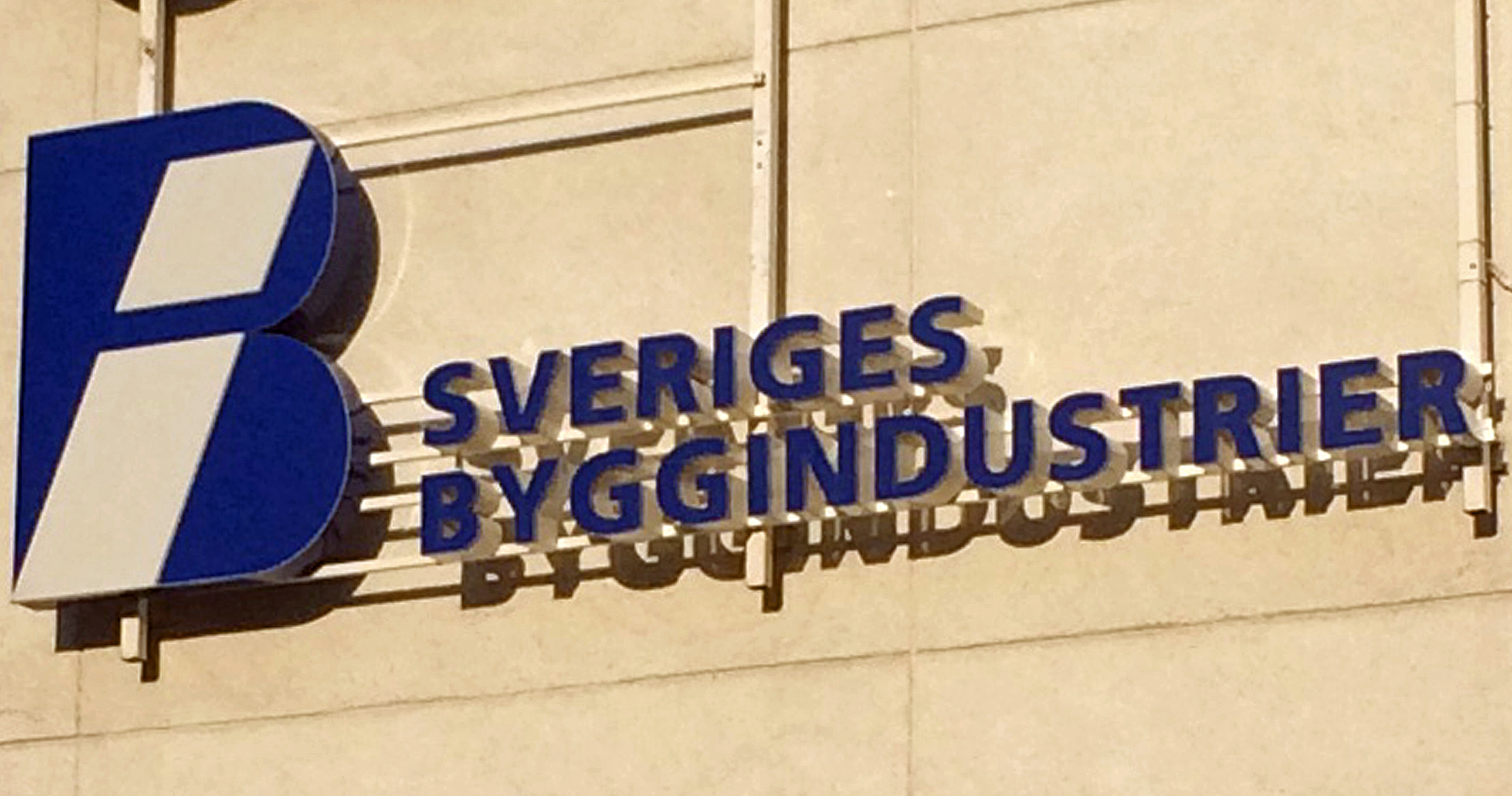
Organisationens logotyp mellan 2001 och 2020

Byggföretagen är bransch- och arbetsgivarorganisation för bygg-, anläggnings- och specialföretag verksamma på den svenska byggmarknaden.  
Byggföretagen har 2025 cirka 4.000 medlemsföretag som är organiserade i lokala byggföreningar. Varje byggförening tillhör en geografisk region, som har sin motsvarighet i riksorganisationen Byggföretagen.
Byggföretagen ingår som en organisation inom Svenskt Näringsliv. Huvudkontoret finns i Näringslivets hus på Östermalm i Stockholm, och det finns 25 lokalkontor runt om i Sverige.
Catharina Elmsäter-Svärd tillträdde som vd 1 oktober 2017. Innan dess var Ola Månsson vd.
Byggföretagen bildades som Sveriges Byggindustrier 2001 efter att man samlat verksamhet och personal från "Byggentreprenörerna" samt 28 Byggmästareföreningar i en ny gemensam organisation. Den 3 februari 2020 bytte Sveriges Byggindustrier namn till Byggföretagen för att bättre spegla medlemskåren som i huvudsak består av av små- och medelstora företag. 

Affärsverksamheter
Byggföretagen bedriver en rad olika affärstjänster riktade mot hela byggbranschen. 
- Byggbranschens utbildningscenter
- Byggbranschens KMA
- Byggbranschens säkerhetspark
- Byggbranschens entreprenadindex
- Byggbranschens förlag